# Maes (bier)
Maes Pils is een Belgisch pilsbiermerk, dat wordt gebrouwen door Alken-Maes, een dochter van Heineken. Het is in volume de tweede pils op de Belgische markt, met een marktaandeel van 11,8% in 2010.

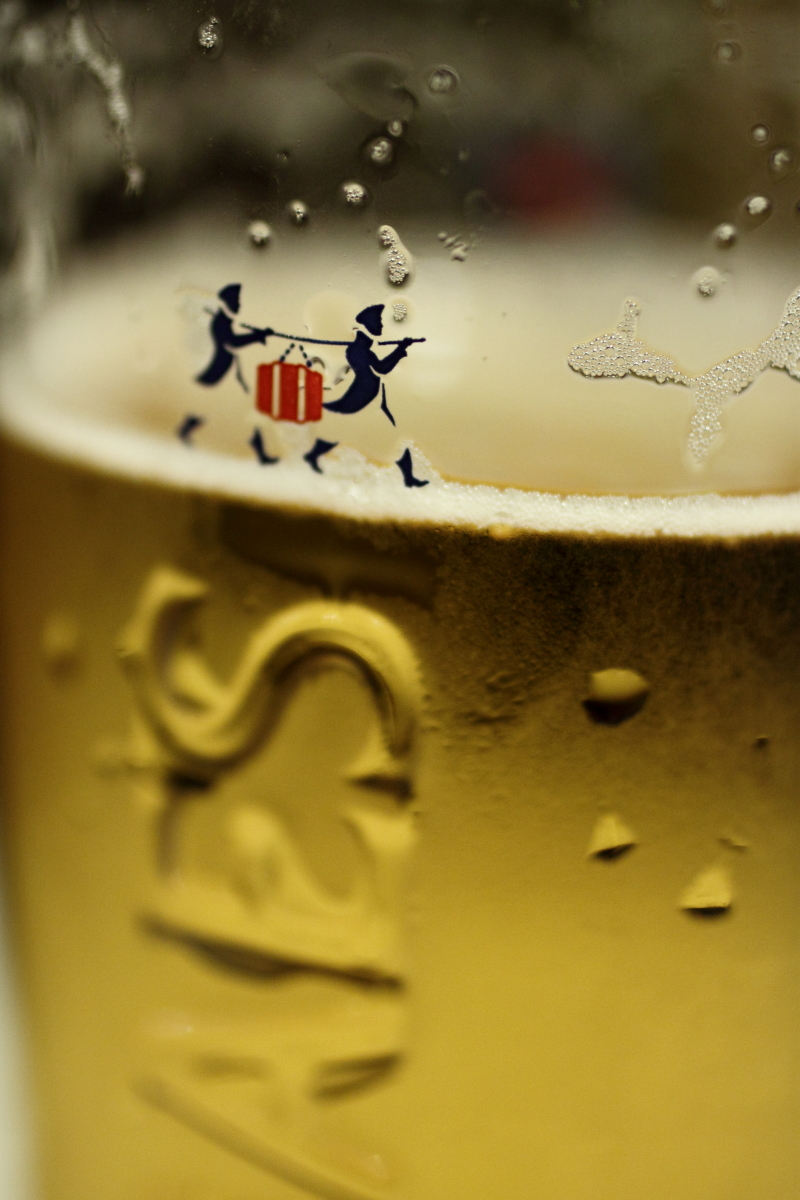
Een detailfoto van het logo van Maes op een bierglas

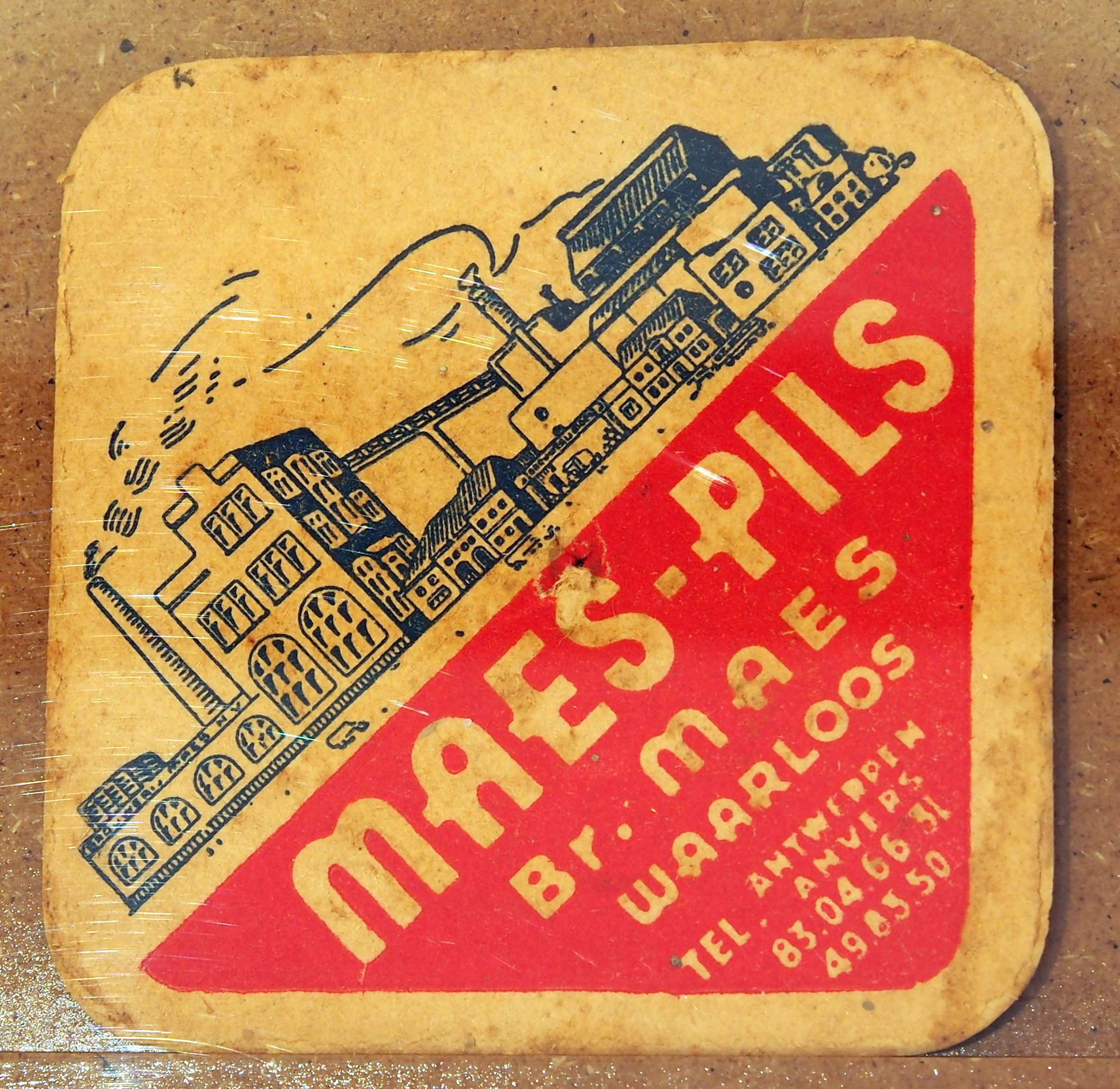
Oud bierviltje van Maes

## Geschiedenis
De Brouwerij Maes werd in 1880 opgericht door Egied Maes in Waarloos. Vanaf 1930 werden er laaggegiste bieren geproduceerd, waaronder de export Prima Maezenbier. In 1946 werd de eerste Maes Pils gebrouwen. De brouwerij in Waarloos legde zich hier vanaf 1970 volledig op toe, en zette de productie van Prima Maezenbier en Speciale Maes stop.
Brouwerij Maes werd in 1988 een deel van de groep Alken-Maes. De productie van Maes Pils werd vanaf 31 maart 2003 overgeheveld naar Alken.
Door de verkoop van het Britse moederbedrijf Scottish & Newcastle begin 2008 aan Heineken en Carlsberg, is Alken-Maes in handen gekomen van Heineken. Op deze manier is Belgiës tweede grootste brouwerij grotendeels in Nederlandse handen.

## Nieuwe Maes
Maes Pils had op het ogenblik van de overname een stamwortgehalte van 10 graden Plato, en een alcoholpercentage van 4,8%. Er werd naast mout ook tarwe in gebruikt. Voor blindproevers was het bier "zonder diepgang, te zoet, weinig smaak, waterachtig en plat".
Op 20 april 2009 bracht Heineken een vernieuwde Maes Pils op de markt. In de nieuwe Maes worden meer vaste, vergistbare grondstoffen gebruikt, met name meer mout. Tarwe zit niet meer in de storting; als hop wordt voortaan Saaz gebruikt. De giststam is echter dezelfde gebleven.
De wijzigingen resulteren in een iets sterker (5,2% alcohol), bitterder en volmondiger bier.
Sinds het najaar van 2009 verdeelt Heineken de nieuwe Maes ook in Nederland.

## Varianten
- Maes Cool was een blond, zogenaamd ijsbier met een alcoholpercentage van 5,7 %. Het werd in 1996 gelanceerd als een direct antwoord op Labatt Ice van Interbrew, maar is ondertussen van de markt verdwenen.
- Maes Nature is een zoet, blond, tafelbier met een sterkte van 1,5%. Het is een meergranenbier op basis van gerstemout, tarwemout, haver en rogge, dat in 1999 op de markt is gekomen, maar is ondertussen ook van de markt verdwenen.[8]
- Maes Zero is sinds 2007 een alcoholvrij bier met een limoentoets.[9]
- Maes Radler is een mengsel van 40% Maes Pils en 60% citroenlimonade (2% alcohol).[10]